# Дещенка
Дещенка (бел. Дзе́шчанка) — агрогородок в Узденском районе Минской области Беларуси. Административный центр Дещенского сельсовета.

## География
Расположен в 24 км от районного центра — города Узда и в 37 км от Минска.
Рядом проходит трасса Р-23, через агрогородок пролегает дорога Н-9876.
Ближайшие населённые пункты Володьки, Дегтяное, Малая Дещенка и др.

## История
Основан в 1818 году.
В 2008 году деревня Дещенка преобразована в агрогородок.
До 30 октября 2009 год деревня входила в состав Озерского сельсовета.
5 марта 2025 года территория упразднённой деревни Малая Дещенка включена в состав агрогородка Дещенка.

## Население

### Численность
- 2009 год — 620 человек

### Динамика
- 1999 год — 567 человек (перепись населения)
- 2009 год — 620 человек (перепись населения)[6]

## Улицы
- Зелёная
- Луговая
- Малая[5]
- Минская
- Молодёжная
- Новая
- Первомайская
- Полевая
- Солнечная
- Школьная
- Центральная
- Южная и др.

## Культура
- Дом культуры
- Музей ГУО «Дещенская средняя школа Узденского района»

15 сентября 2010 года на базе Дещенского детского сада-средней школы был создан музей картофеля. Ранее на месте школы находилась экспериментальная база имени Суворова, где выращивали новые сорта картофеля белорусской селекции.

## События и мероприятия
- Фестиваль-ярмарка «Картофельный фестиваль» (фестываль-кірмаш «Бульбяны фэст»)

## Достопримечательность
- Памятный знак основанию посёлка.
- 11 сентября 2021 года установлен символический знак картофелю.

## Галерея

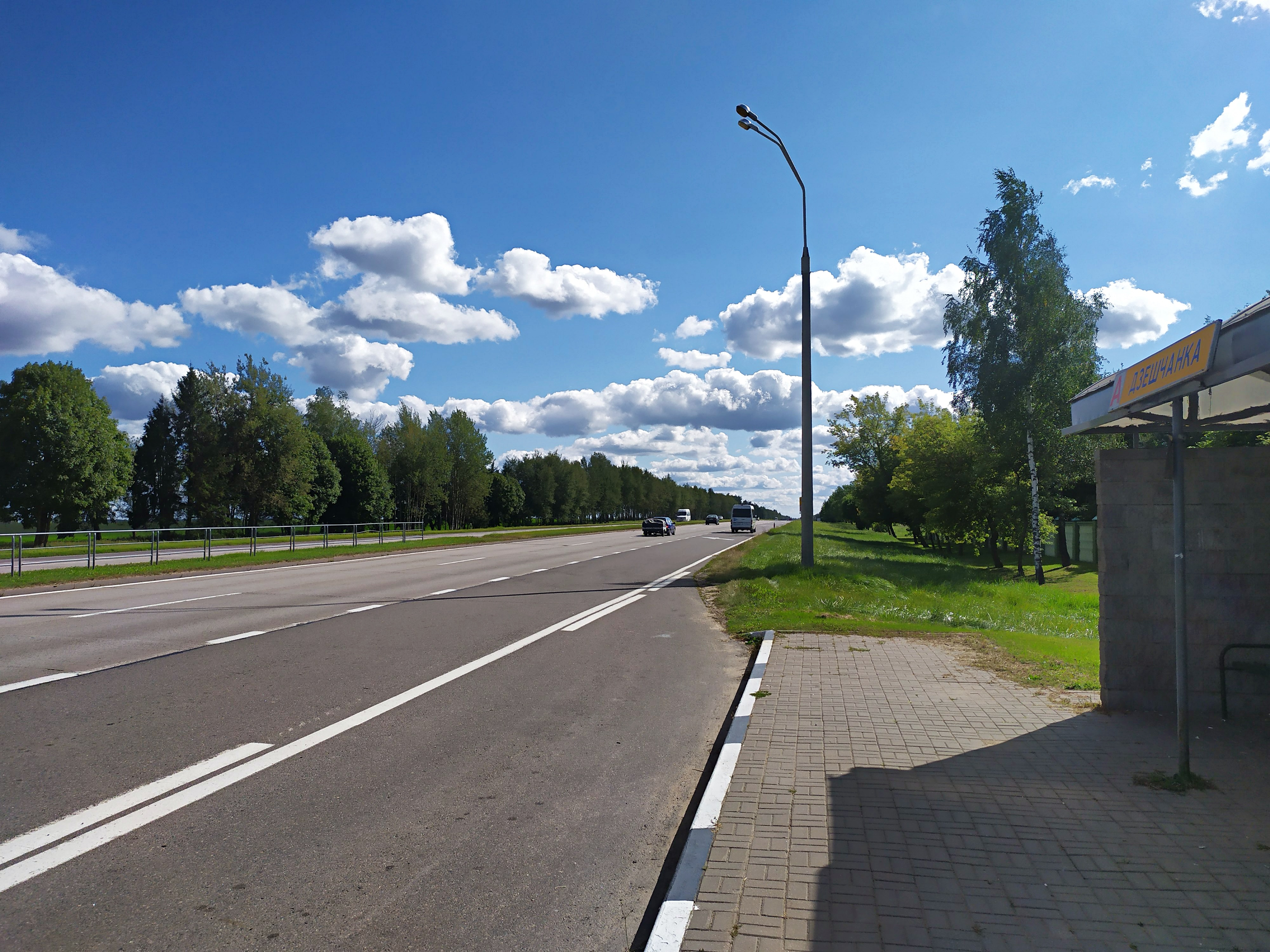
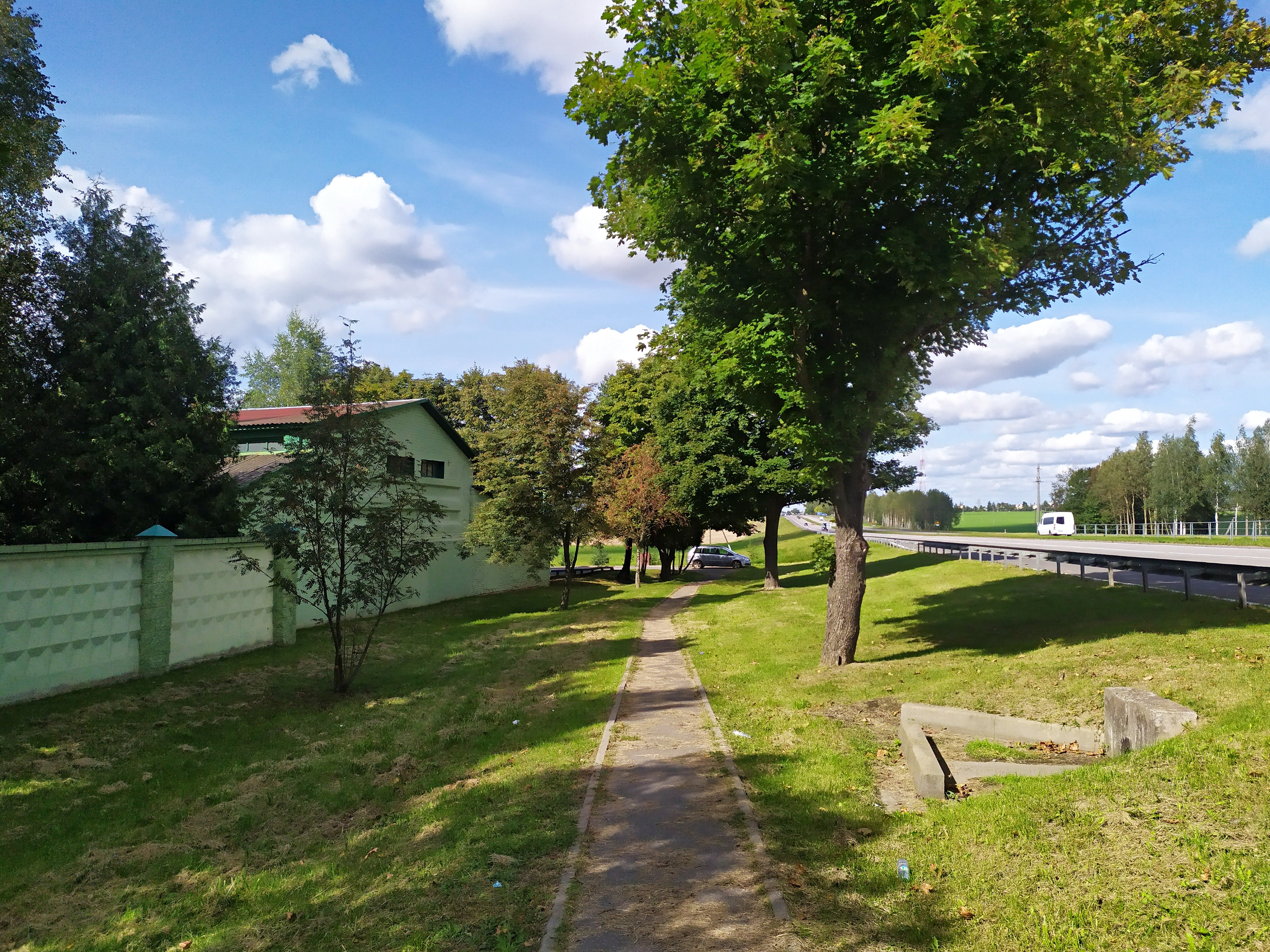
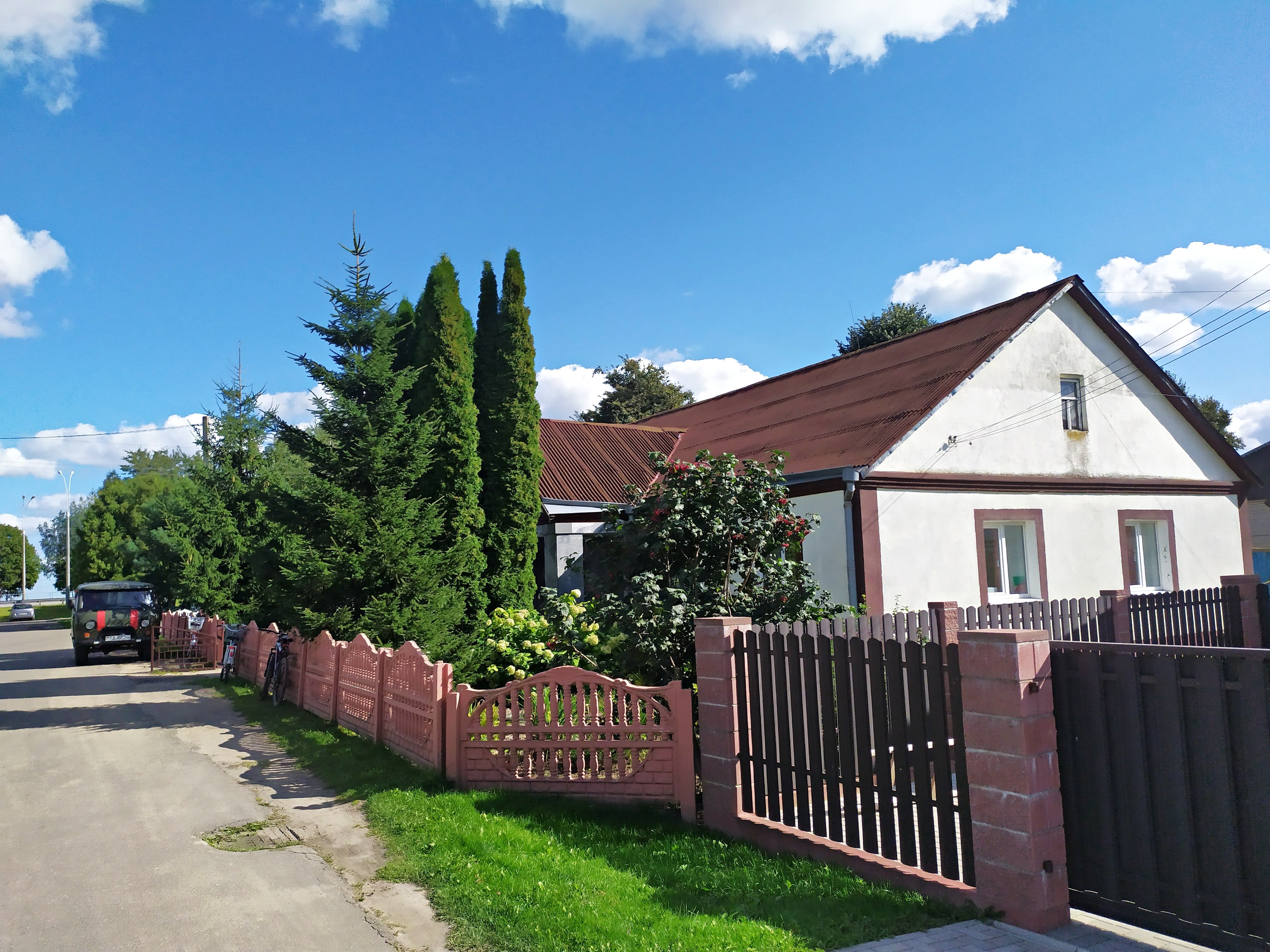
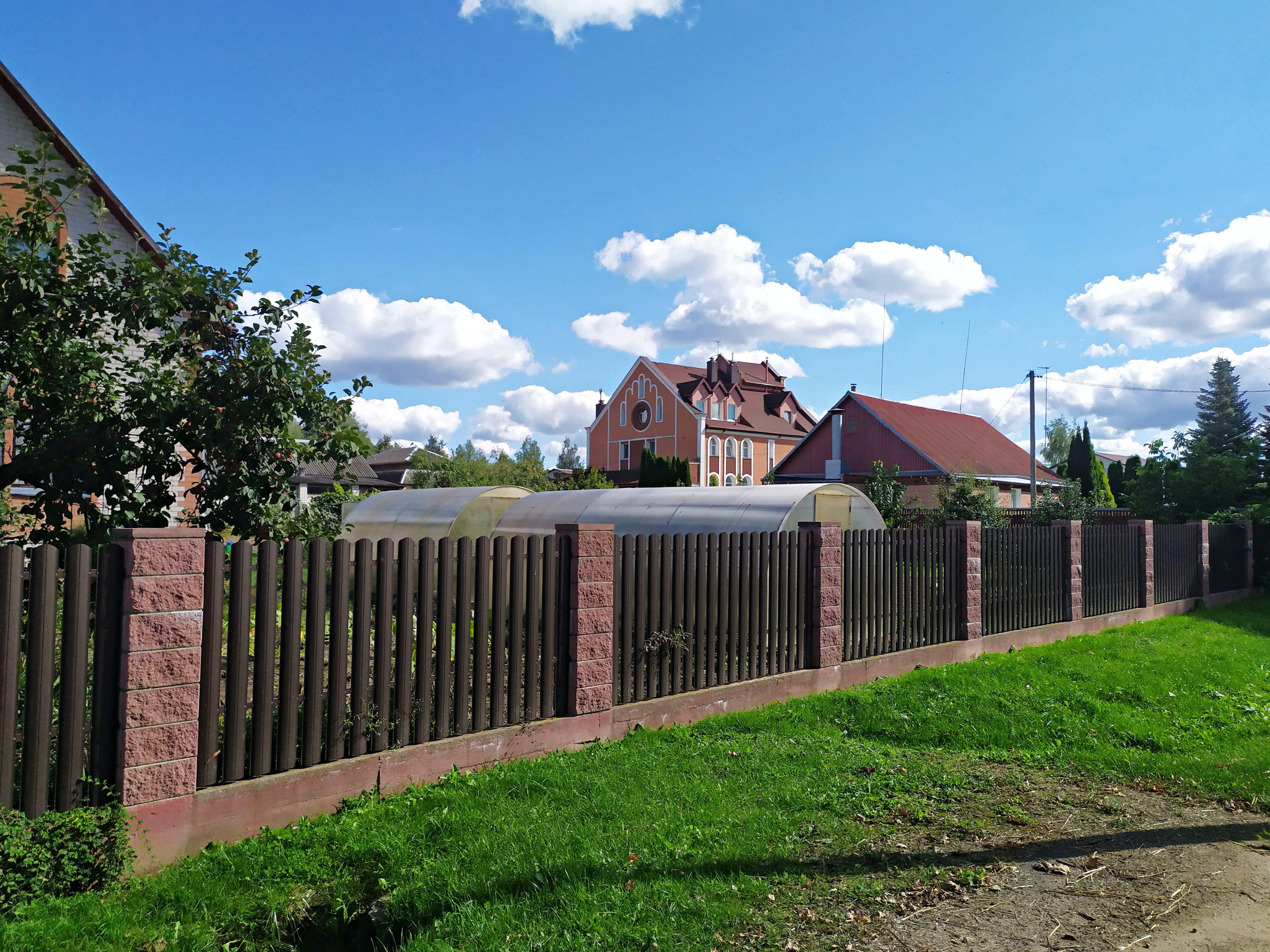
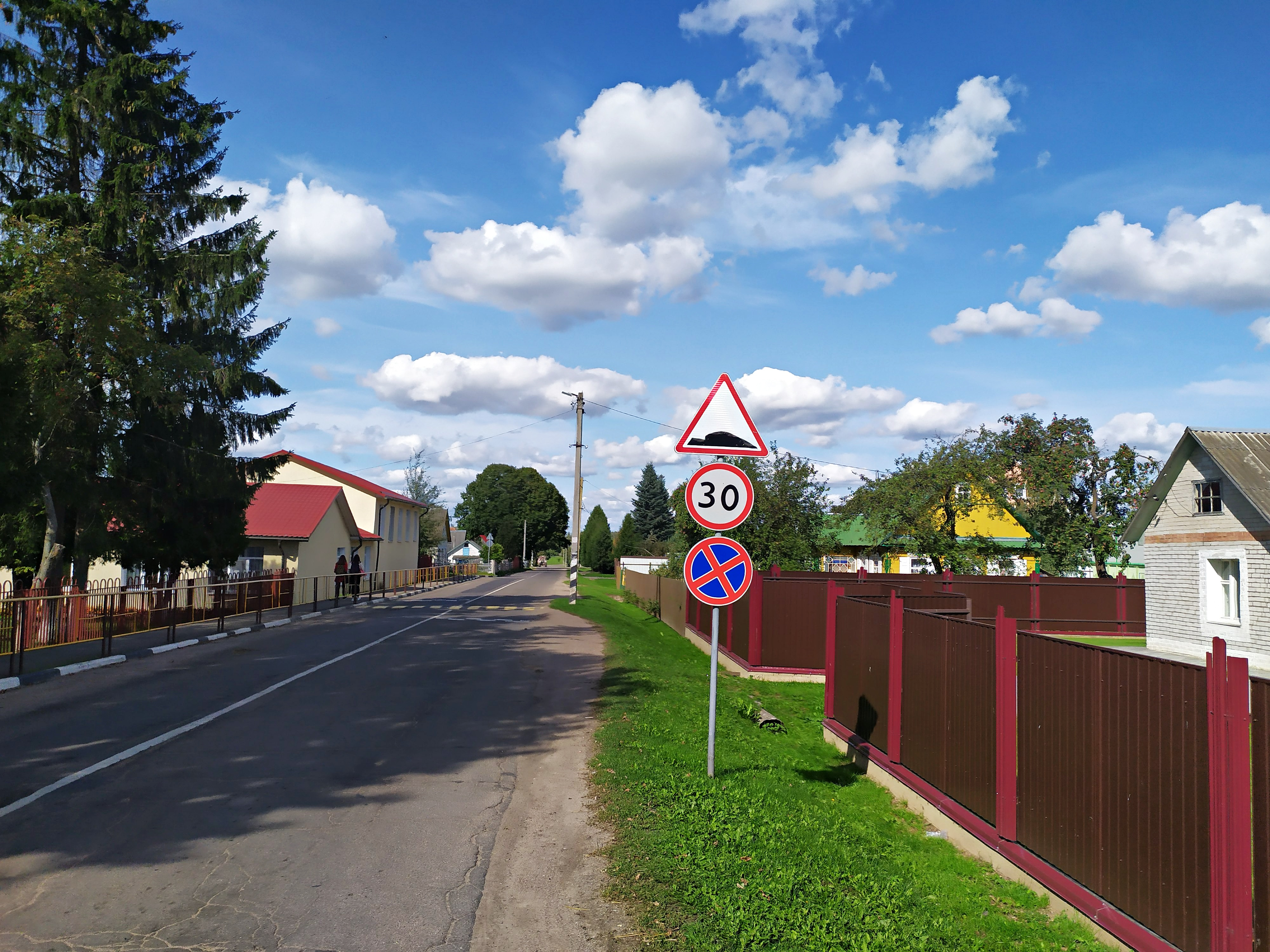
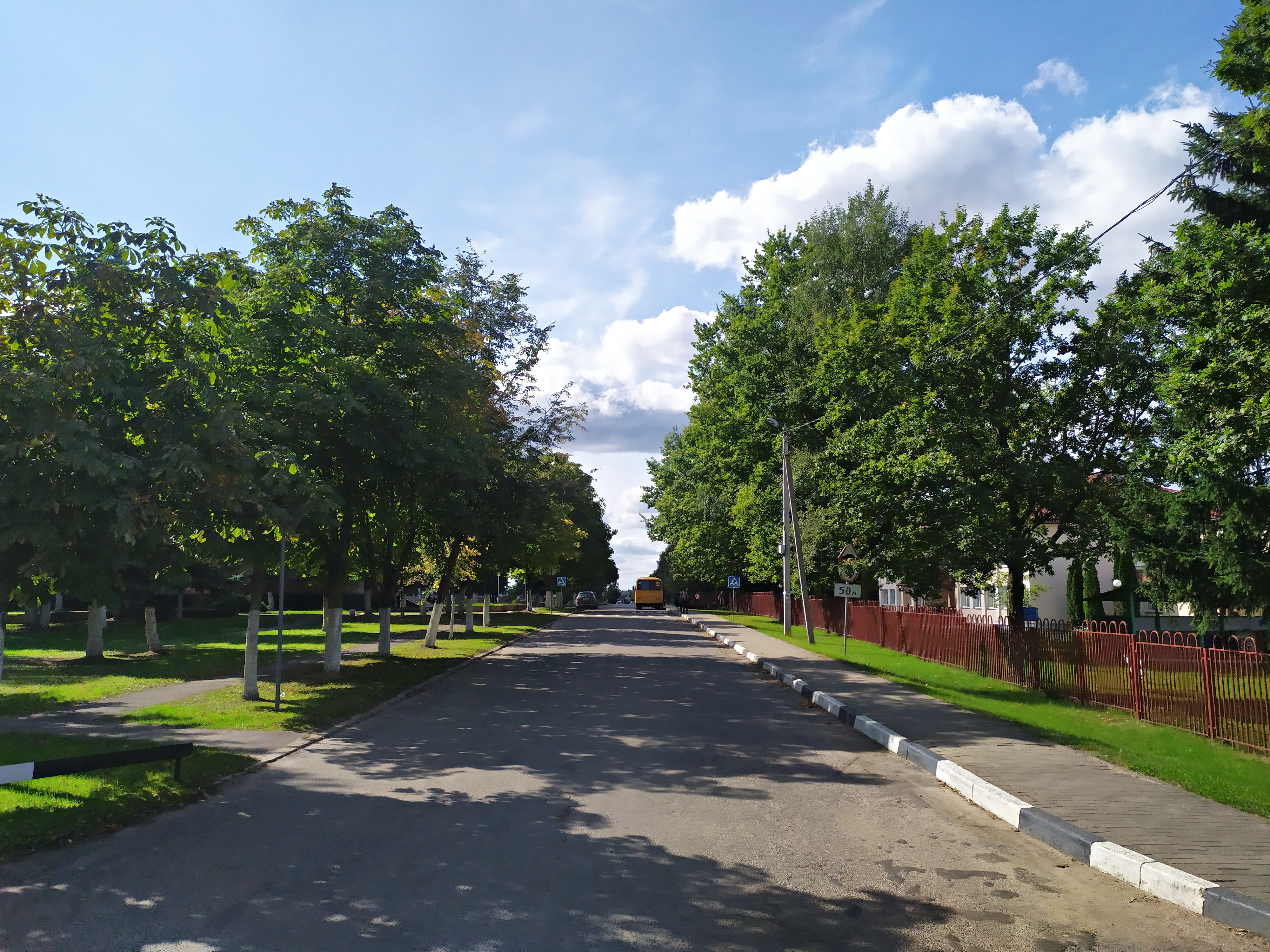
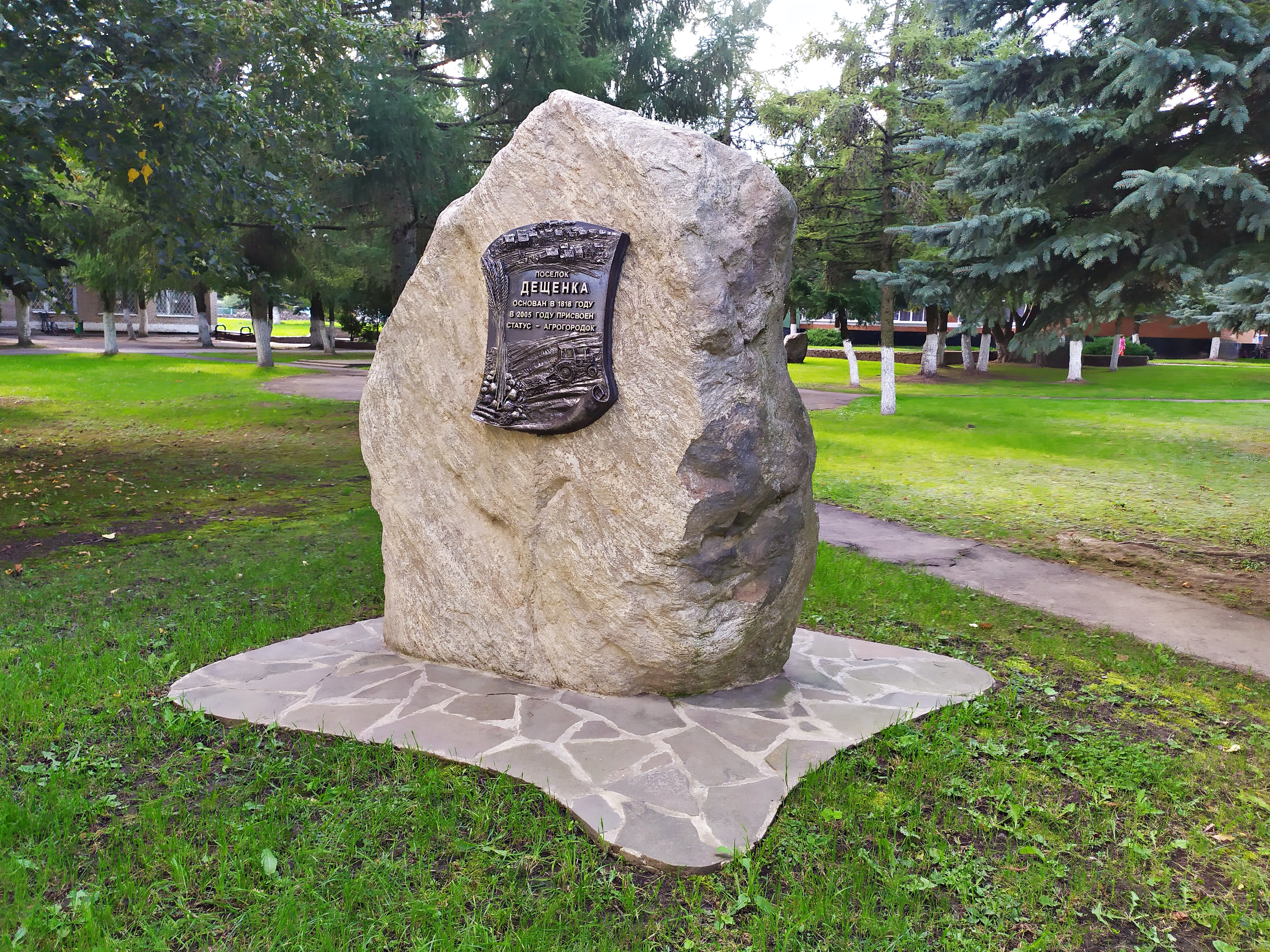
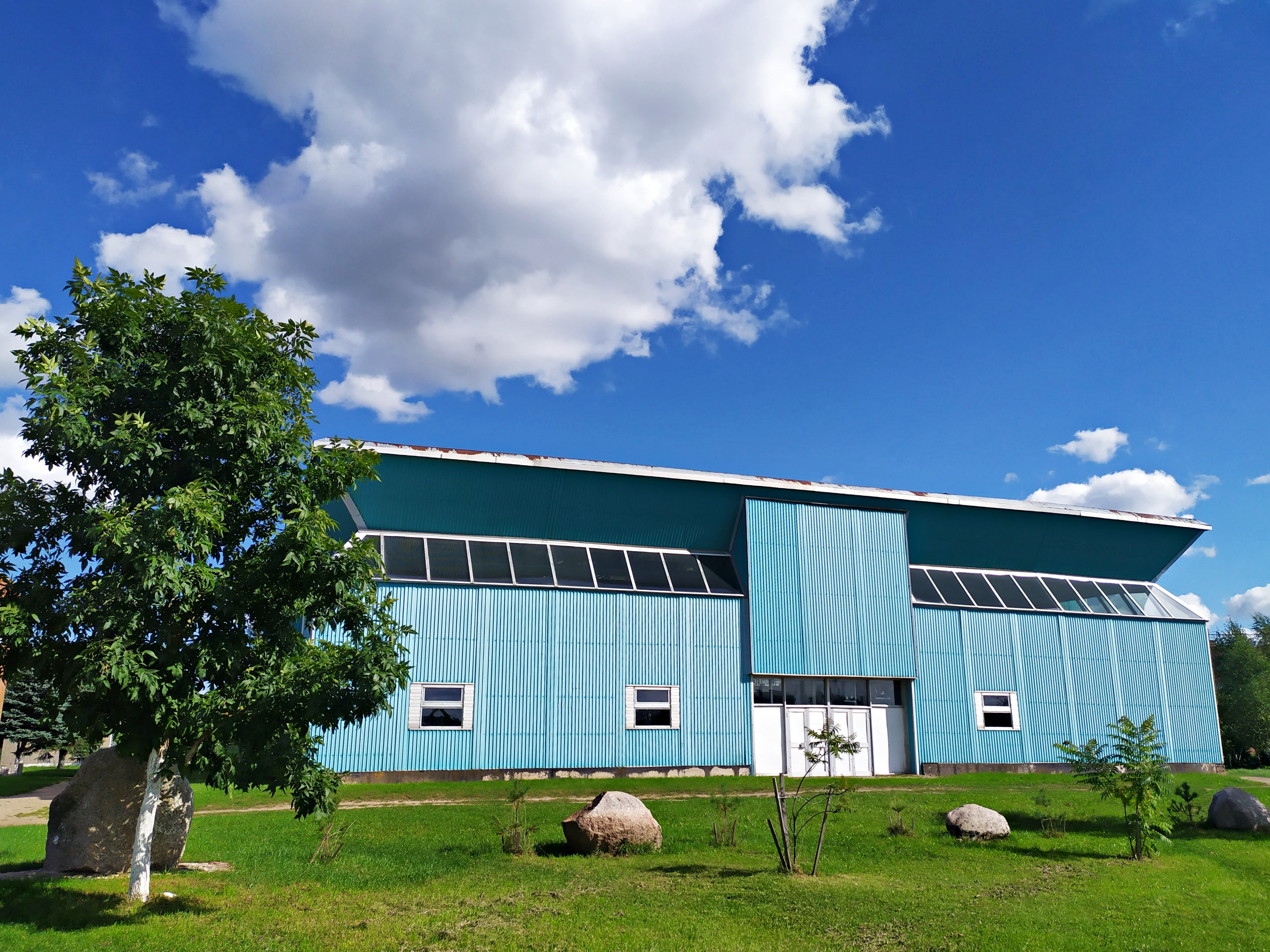
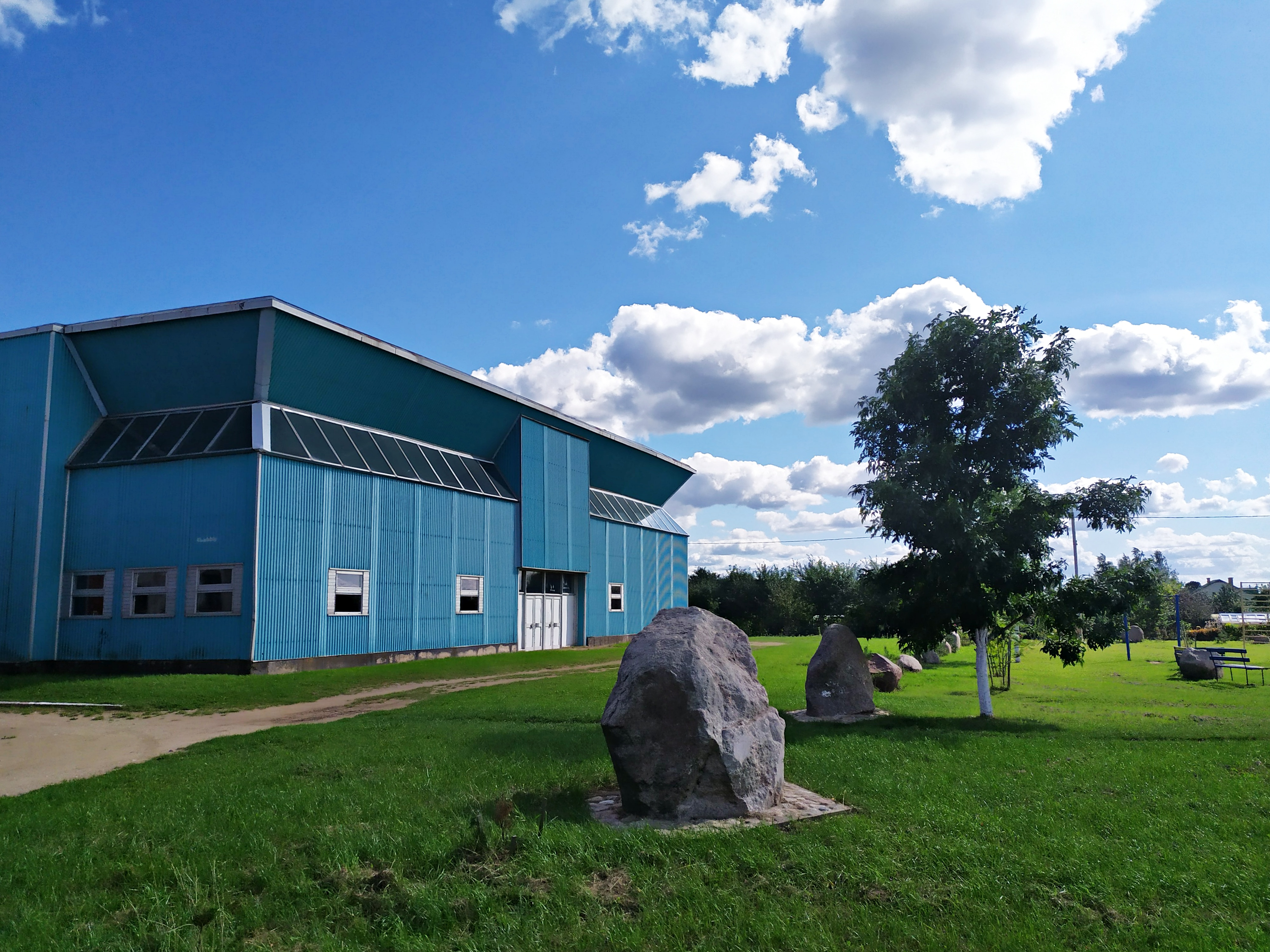
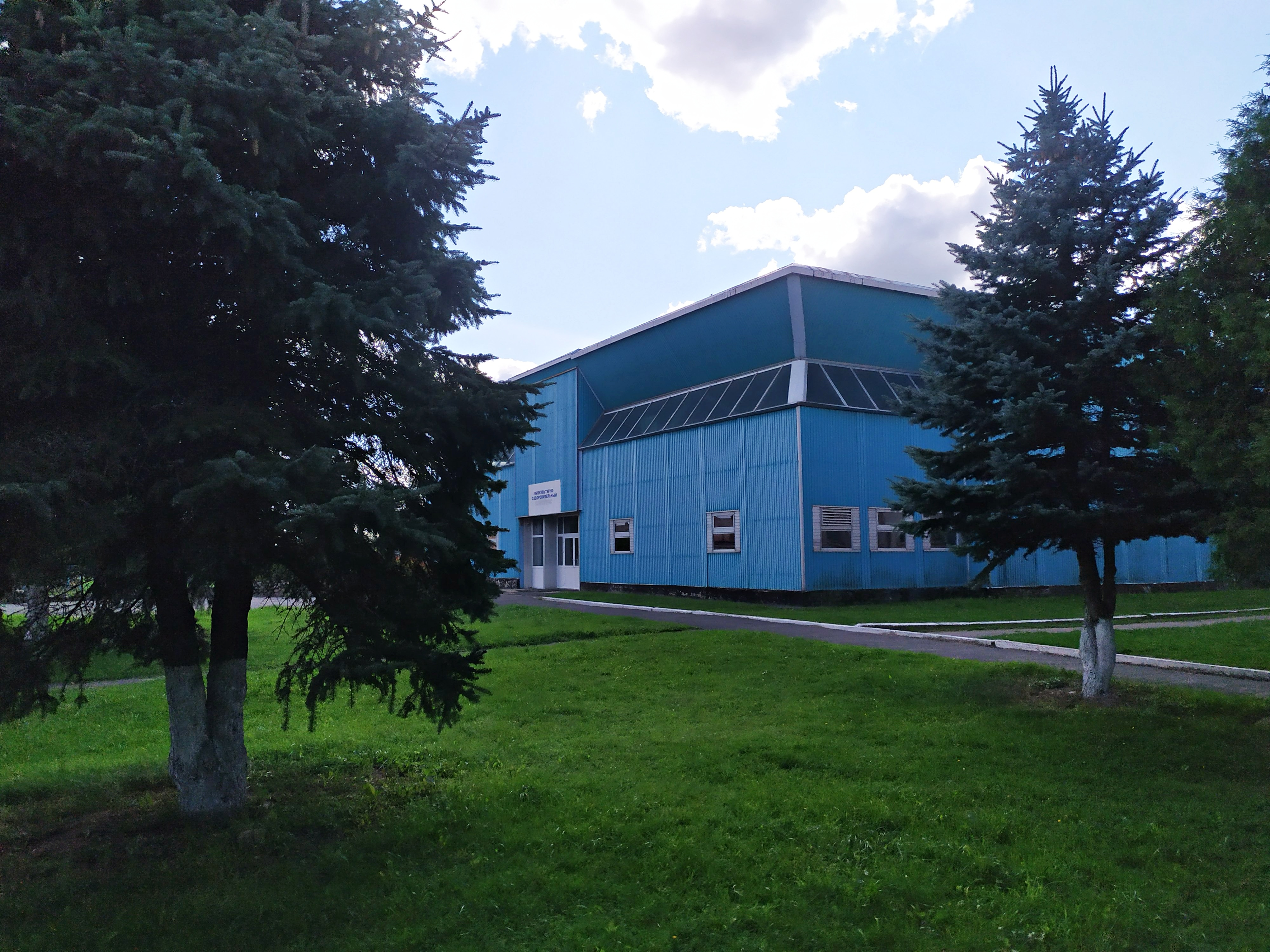
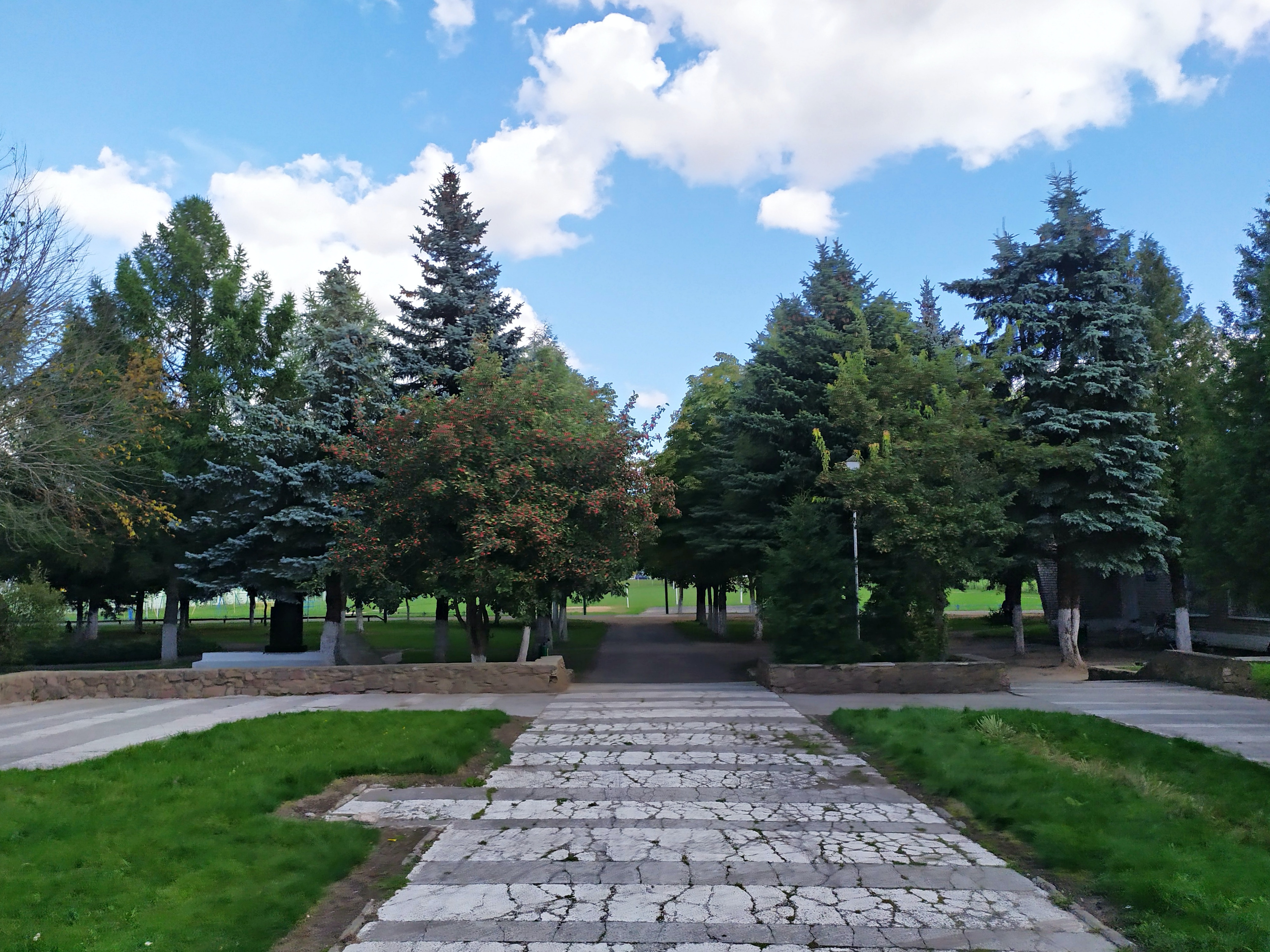
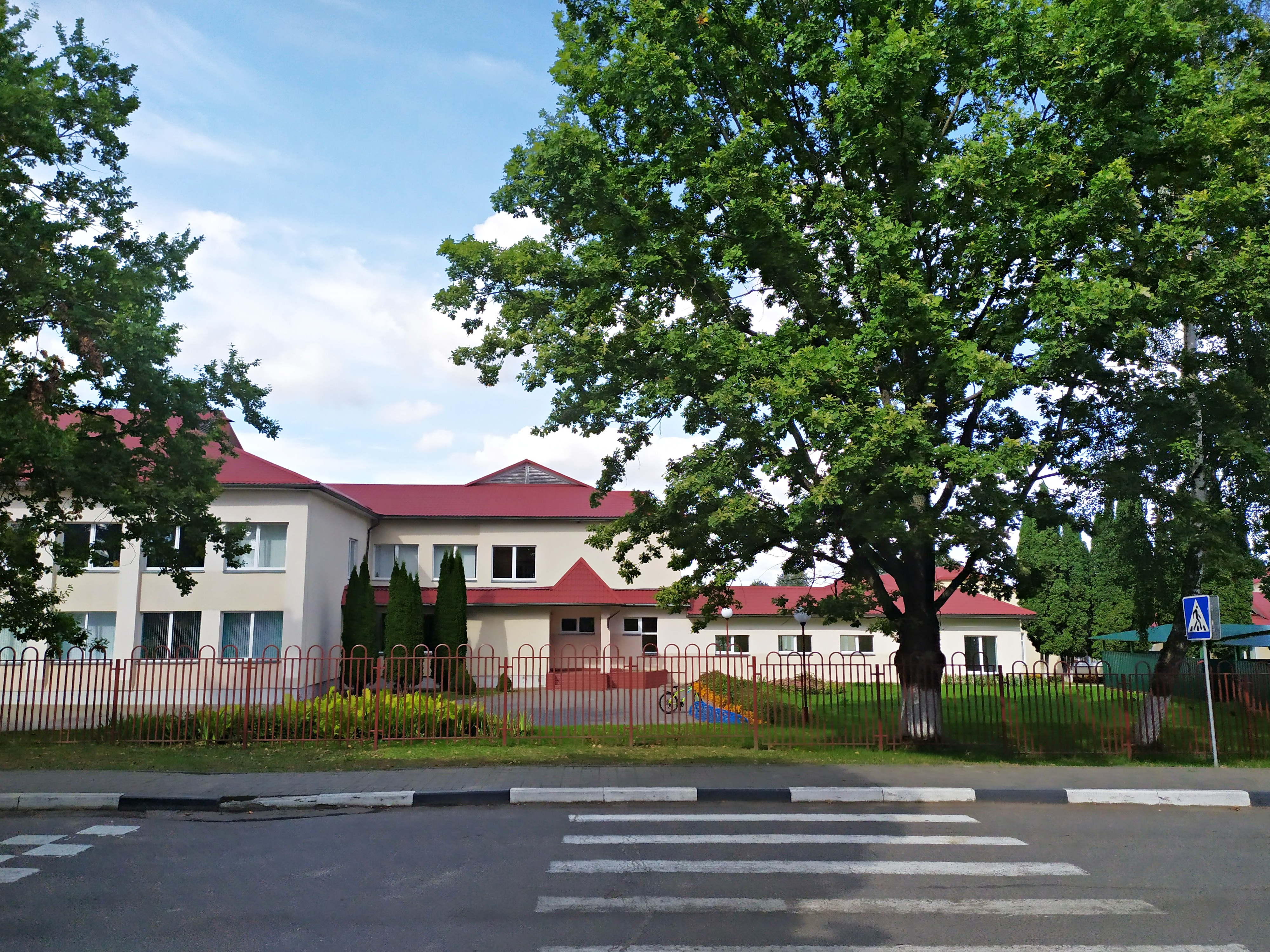
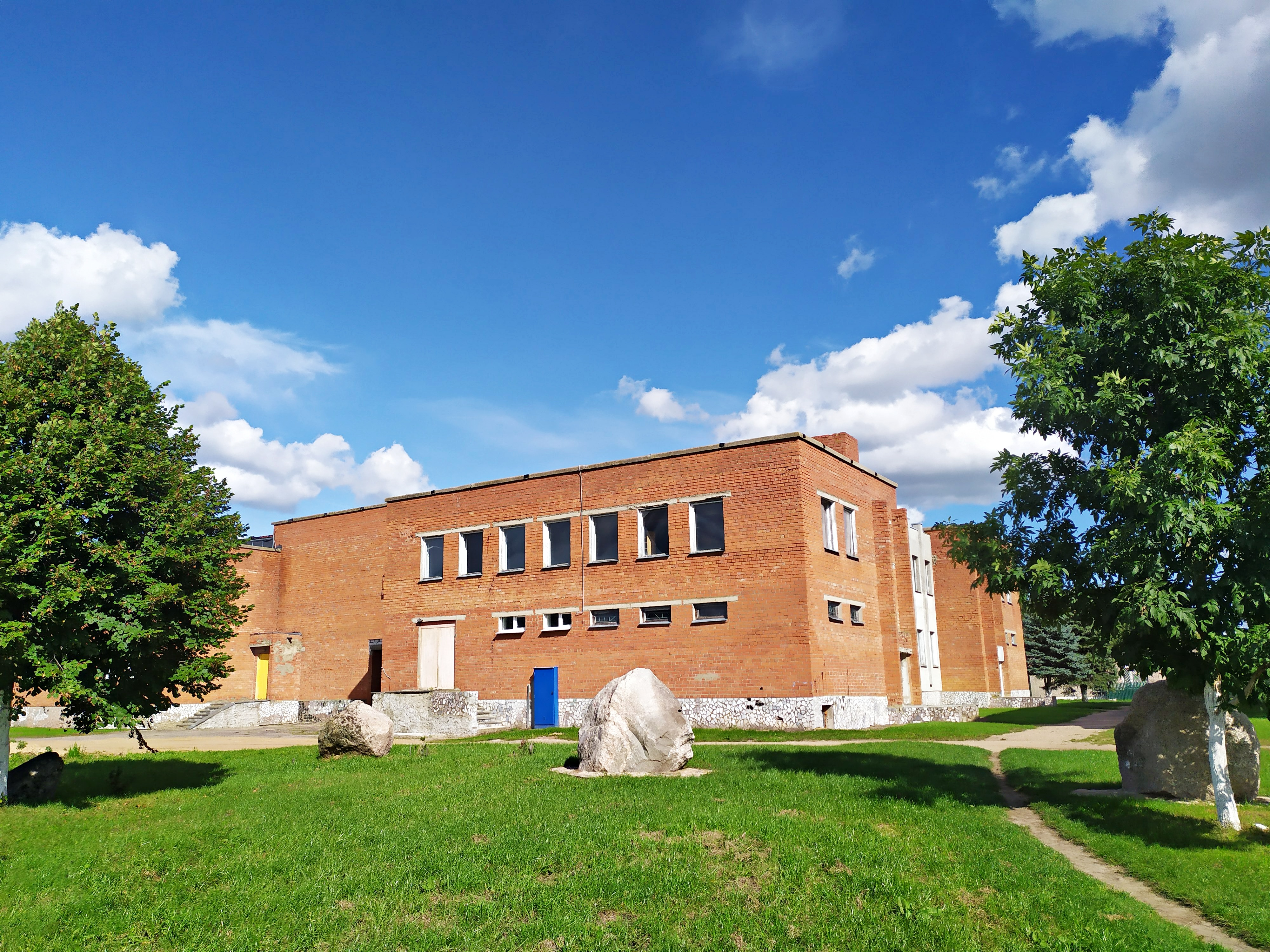
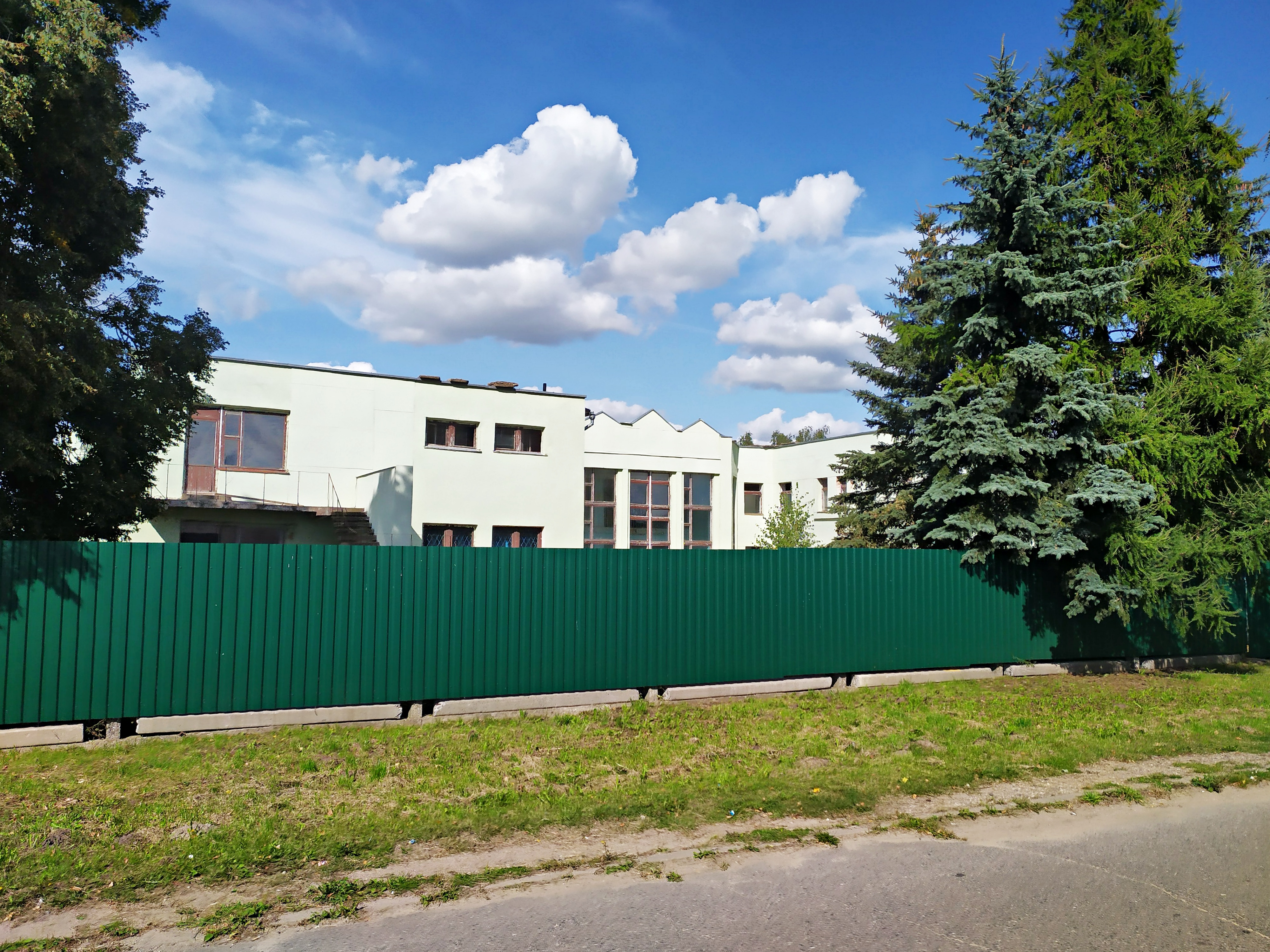
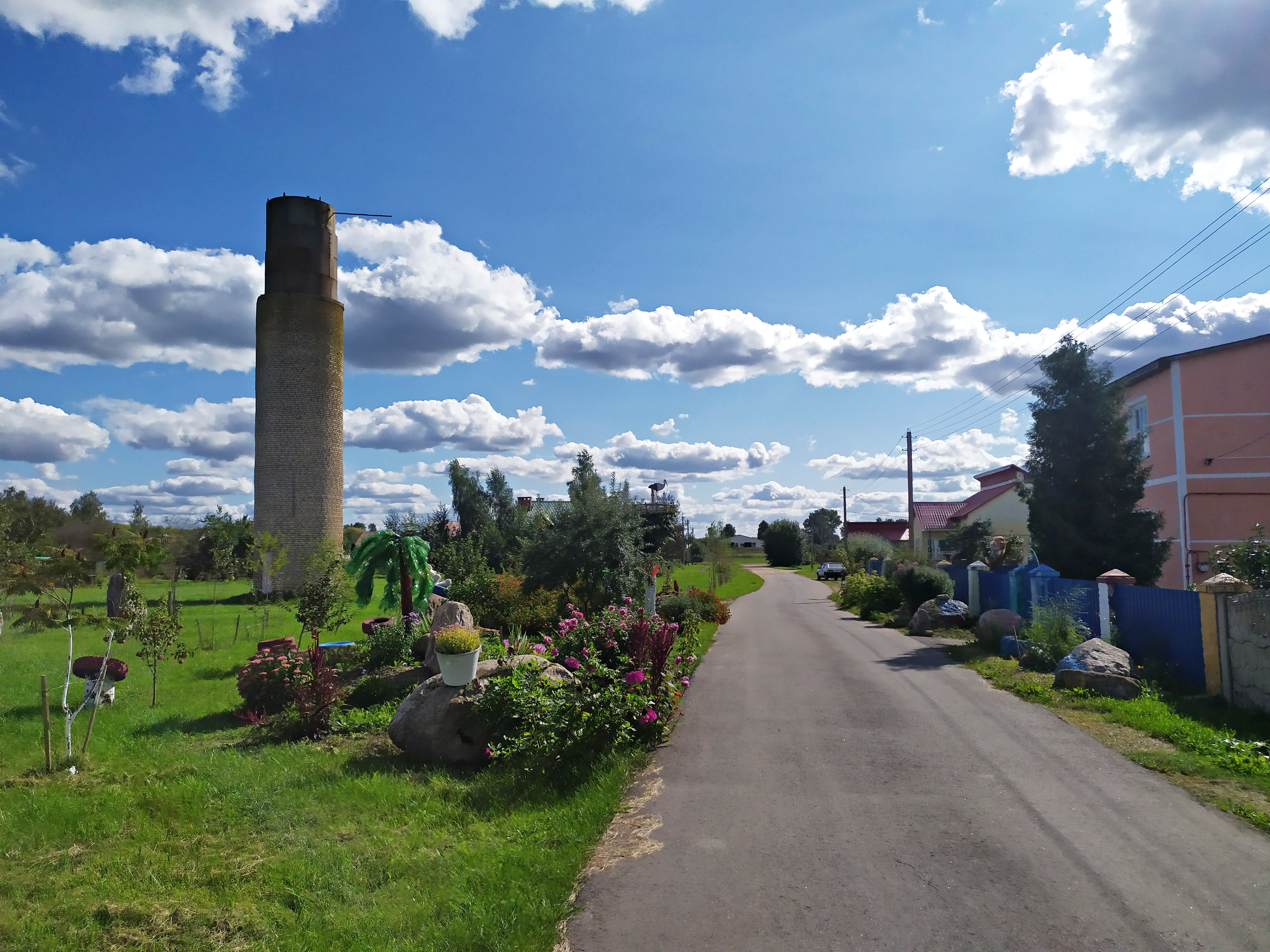
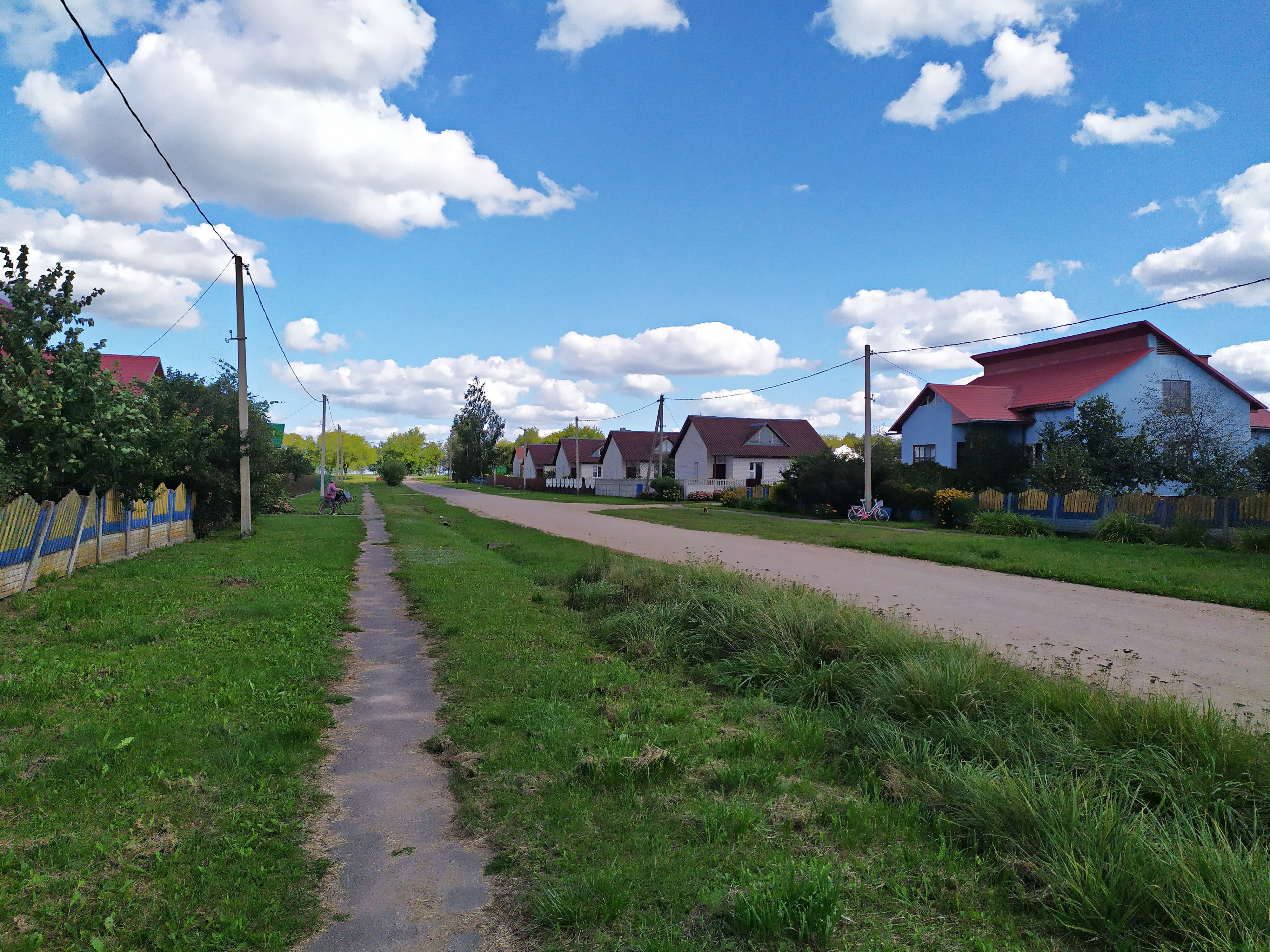

## Известные лица
- Владимир Петрович Тарасик — белорусский учёный в области проектирования автомобильного транспорта.
- Николай Станиславович Казак — советский и белорусский физик, академик Национальной академии наук Беларуси (2003; член-корреспондент с 2000). Доктор физико-математических наук (1993). Заслуженный деятель науки Республики Беларусь (2020).